# Megatoma perversa
Megatoma perversa är en skalbaggsart som först beskrevs av Henry Clinton Fall 1926.  Megatoma perversa ingår i släktet Megatoma och familjen ängrar. Inga underarter finns listade i Catalogue of Life.